# تیموتی کهو
تیموتی جروم «تیم» کهو (Timothy Jerome "Tim" Kehoe) (زادهٔ ۱۳ ژوئن ۱۹۵۳)، اقتصاددان اهل آمریکا و استاد دانشگاه مینه‌سوتا است. وی در حوزه‌های اقتصاد کلان و اقتصاد بین‌الملل تخصص دارد.
او مدرک لیسانس خود را در ۱۹۷۵ میلادی از کالج پراویدنس و مدرک دکترای تخصصی خود را در رشته اقتصاد در ۱۹۷۹ میلادی از دانشگاه ییل کسب کرد. هربرت اسکارف سرپرستی رساله دکترای وی را بر عهده داشت.
استاد کهو از سال ۲۰۱۵ میلادی تاکنون رئیس انجمن اقتصاد دینامیک است.
او در ۲۰۱۵ میلادی کمک‌هزینه گوگنهایم را به‌دست‌آورد.
او عضو هیئت امنا و عضو شورای علمی مؤسسه علوم اجتماعی در مؤسسات مطالعات پیشرفته مادرید (IMDEA) است.

## زندگی و خانواده
کهو با تاریخ‌نگار جین اوبرین ازدواج کرده‌است، اوبرین استاد برجسته مک‌نایت در دانشگاه مینه‌سوتا است و به تدریس رشته تاریخ می‌پردازد. برادر کوچکتر او، پاتریک کهو نیز نظریه‌پرداز اقتصاد کلان می‌باشد.

## تحصیلات
کهو مدرک بی‌ای خود را در رشته ریاضی/اقتصاد از کالج پراویدنس در ۱۹۷۵ میلادی کسب کرد. سپس او به تحصیلات خود ادامه داده و مدرک ام‌ای خود را در رشته اقتصاد در ۱۹۷۷ میلادی و مدرک دکترای تخصصی خود را نیز در ۱۹۷۹ میلادی در رشته اقتصاد از دانشگاه ییل به‌دست‌آورد. کمیته نظارت از رساله وی متشکل از هربرت اسکارف به عنوان سرپرست رساله، اندرو ماس-کولول به عنوان همکار سرپرست و دونالد جی. براون به عنوان خواننده رساله بود.

## سمت‌ها
سمت‌های تدریس
استاد کهو حرفه آموزگاری خود را از دانشگاه وسلین آغاز نموده و از ۱۹۷۸ تا ۱۹۸۰ میلادی به عنوان مربی و سپس استادیار در این دانشگاه به تدریس پرداخت. او از ۱۹۸۰ تا ۱۹۸۴ میلادی به عنوان استادیار و پس از آن دانشیار در مؤسسه فناوری ماساچوست تدریس نمود. از ۱۹۸۴ تا ۱۹۸۷ میلادی او به عنوان مربی در دانشگاه کمبریج خدمت نموده و عضو کالج کلیر بود. از ۱۹۸۷ میلادی به بعد او استاد دانشگاه (استاد) دانشگاه مینه‌سوتا است.
سایر سمت‌ها
او از ۱۹۸۰ تا ۱۹۸۲ میلادی مشاور بانکو دی مکسیکو (Banco de México) و از ۱۹۸۲ تا ۱۹۸۳ میلادی مشاور بانک جهانی بود. پس از آن، او وارد انجمن‌های اقتصادی شده و به عنوان عضو، وظایفی را به پیش برد. او همچنین از ۱۹۸۷ تا ۲۰۰۰ میلادی به عنوان پژوهش‌گر مهمان در بانک فدرال رزرو میناپولیس، از ۲۰۰۶ میلادی تاکنون به عنوان دستیار ارشد پژوهشی در برنامه نوسانات و رشد اقتصادی اداره کل پژوهش اقتصادی و از ۲۰۱۰ میلادی تاکنون به عنوان دستیار ارشد پژوهشی در مرکز مطالعات پیشرفته کارایی اقتصادی (CASEE) در دانشگاه ایالتی آریزونا خدمت نموده‌است.

## تحقیقات
حوزه‌های تحقیقاتی اصلی کهو متمرکز بر تاریخچه پولی و مالی پروژه آمریکای لاتین، پروژه رکود بزرگ، نظریه تجارت و جریان‌های سرمایه و نرخ واقعی مبادله ارز است. سایر حوزه‌های پژوهشی که وی روی آن‌ها کار می‌کند شامل بحران‌های قمار و بدهی، اصلاحات سیاست، تأثیرات بیمهٔ پزشکی سالمندان (medicare) از نظر اقتصاد کلان، هزینه‌های فرصتی کارآفرین‌ها در تجارت بین‌الملل، مدل‌های کمی تجارت و غیره می‌باشد. از نظر جغرافیایی، پژوهش‌های وی کشورهای گوناگون در قاره‌های مختلف را در بر می‌گیرد، مانند ایالات متحده، مکزیک، شیلی، آرژانتین، اسپانیا، چین و غیره.

## آثار
آثار کهو شامل کتاب‌های نوشته شده، کتاب‌های ویراستاری شده، نقدهای علمی از کتاب‌ها و نشریه‌های اسپانیایی و کاتالونیائی می‌باشند.

## جوایز
کهو از ۱۹۷۱ میلادی بعد فلوشیپ‌ها، افتخارات و کمک‌هزینه‌های زیادی دریافت کرده‌است. جوایز آموزشی که به وی اعطاء شده‌است شامل بورسیه ریاستی در کالج پراویدنس (۱۹۷۱ – ۱۹۷۵ میلادی)، فلوشیپ دانشگاه در دانشگاه ییل (۱۹۷۵ – ۱۹۷۹ میلادی) استاد برجسته مک‌نایت دانشگاه در دانشگاه مینه‌سوتا (۱۹۶۶ تاکنون). افتخارات پژوهشی اعطاشده به وی عبارت از، کمک‌هزینه برنامه پژوهشی تعاملات استادان از مرکز امور شهری و منطقه‌ای در دانشگاه مینه‌سوتا (۱۹۹۲ – ۱۹۹۳) و کمک‌هزینه پژوهش علمی از اداره نیروهای هوایی ایالات متحده (۱۹۹۵ – ۱۹۹۷ میلادی). فیلو شیپ‌های وی مشمول است بر عضو انجمن اقتصادسنجی (۱۹۹۱ تاکنون)، عضو نظریه اقتصادی در انجمن توسعه نظریه اقتصادی (۲۰۱۱ تاکنون) و غیره.
دانشگاه ویگو در ۲۰۰۸ میلادی و دانشگاه خودگردان بارسلونا در ۲۰۱۶ میلادی برای او مدرک دکترای افتخاری اعطاء نمودند.